# Port wojenny Kołobrzeg
Port wojenny Kołobrzeg – polski port wojenny nad Morzem Bałtyckim, na Pobrzeżu Szczecińskim, nad rzeką Parsętą, położony w woj. zachodniopomorskim, w Kołobrzegu. Port stanowi obecnie punkt bazowania okrętów Marynarki Wojennej, którym zarządza oddział logistyczny Komenda Portu Wojennego Świnoujście zabezpieczający 8 Flotyllę Obrony Wybrzeża.

## Położenie
Port wojenny jest położony nad zachodnią częścią ujścia rzeki Parsęty. Port wojenny sąsiaduje z portem morskim Kołobrzeg – mają wspólny kanał wejściowy.
Port wojenny jest wyłączony administracyjnie z granic cywilnego portu morskiego Kołobrzeg.

## Historia
31 sierpnia 1991 roku w Kołobrzegu sformowano Komendę Portu Wojennego Kołobrzeg oraz 16 Dywizjon Kutrów Zwalczania Okrętów Podwodnych. W porcie bazowało 11 kutrów ZOP projektu 918M, okręty ratownicze ORP „Zbyszko” i ORP „Maćko”, holownik H-9 i barka paliwowa B-3. Okręty ratownicze współtworzyły Grupę Ratownictwa. 
Z dniem 31 grudnia 2006  roku rozformowano Komendę Portu Wojennego Kołobrzeg. W miejscu dawnego portu wojennego powstał Punkt Bazowania Kołobrzeg podlegający 8 Flotyli Obrony Wybrzeża. 